# بغلان (شهرستان نوکت)
بغلان (به قرقیزی: Баглан، باعلان) یک منطقهٔ مسکونی در قرقیزستان است که در شهرستان نوکت واقع شده‌است. بغلان ۲٬۹۲۰ نفر جمعیت دارد و ۱٬۲۶۰ متر بالاتر از سطح دریا واقع شده‌است.